# 625-й отдельный разведывательный артиллерийский дивизион
625-й отдельный разведывательный артиллерийский Таллинский Краснознамённый дивизион Резерва Главного Командования — воинское формирование Вооружённых Сил СССР, принимавшее участие в Великой Отечественной войне.
Сокращённое наименование — 625-й орадн РГК. Полевая почта 51100.

## История
В действующей армии с 27.02.1943 по 09.05.1945.
В ходе Великой Отечественной войны вёл артиллерийскую разведку в интересах 18 ад, 3 и 8 акп, артиллерии соединений и объединений  Ленинградского и 2-го Белорусского фронтов.

## Состав
до октября 1943 года
- Штаб
- Хозяйственная часть
- батарея оптической разведки  (БОР)
- батарея звуковой разведки (БЗР)
- батарея топогеодезической разведки (БТР)
- артиллерийский метеорологический взвод (АМВ)
- фотограмметрический взвод (ФГВ)
- хозяйственный взвод

с октября 1943 года
- Штаб
- Хозяйственная часть
- 1-я батарея звуковой разведки (1-я БЗР)
- 2-я батарея звуковой разведки (2-я БЗР)
- батарея топогеодезической разведки (БТР)
- взвод оптической разведки (ВЗОР)
- фотограмметрический взвод (ФГВ)
- хозяйственный взвод

## Подчинение
| Дата                | Фронт                 | Армия                    | Корпус  | Дивизия | Бригада | Примечания |
| ------------------- | --------------------- | ------------------------ | ------- | ------- | ------- | ---------- |
| 27.02.43 -1.10.43г. | Ленинградский фронт   | -                        | -       | 18 ад   | -       |            |
| 1.10.43 -12.02.44г  | Ленинградский фронт   | -                        | -       | -       | -       | -          |
| 12.02.44-5.08. 44г. | Ленинградский фронт   | 42-я армия 2-я уд. армия | 3-й акп | -       | -       | -          |
| 8.07.44-30.08.44г   | Ленинградский фронт   | 21-я армия               | 8-й акп | -       | -       | -          |
| 1.09.44-1.10.44г    | Ленинградский фронт   | 2-я уд. армия 8-я армия  | 8-й акп | -       | -       | -          |
| 1.10.44-31.12.44г   | 2-й Белорусский фронт | 48-я армия               | 8-й акп | -       | -       | -          |
| 1.01.45-10.4.45г    | 2-й Белорусский фронт | 2-я уд. армия            | 8-й акп | -       | -       | -          |
| 11.04.45-9.05.45г   | 2-й Белорусский фронт | 65-я армия               | 8-й акп | -       | -       | -          |

## Командование дивизиона
Командир дивизиона
- подполковник Полонский Наум Борисович

Начальник штаба дивизиона
- капитан Филонов Иван Иванович
- гв. майор Березенко Василий Иванович
- капитан Еремин Иван Прохорович

Заместитель командира дивизиона по политической части
- капитан, майор Шморгунов Петр Фомич
- капитан Полоцкий Ефим Евсеевич

Помощник начальника штаба дивизиона
- ст. лейтенант Трунов Николай Иванович

Начальник связи дивизиона
- техник-лейтенант Справцев Иван Афанасьевич

Помощник командира дивизиона по технической части
- техник-лейтенант Паклин Иван Александрович

Помощник командира дивизиона по снабжению
- ст. лейтенант Карасев Ефим Ильич
- капитан Балатуев Михаил Иванович

## Командиры подразделений дивизиона
Командир 1-й БЗР
- капитан Кравченко Степан Максимович
- ст. лейтенант Либерман Михаил Израилович

Командир 2-й БЗР
- ст. лейтенант, капитан Скоков Георгий Васильевич

Командир БТР
- ст. лейтенант Светлов Фёдор Ильич

Командир ВЗОР
- лейтенант Лысенко Михаил Иванович
- мл. лейтенант Соловьёв Иван Григорьевич
- лейтенант Ефремов Николай Васильевич

Командир ФГВ
- лейтенант Евстифеев Борис Никандрович

## Награды и почётные наименования
| Награды и наименования           | дата          | за что получена |
| -------------------------------- | ------------- | --- |
| Почетное наименование Таллинский | 22.10.1944 г. | присвоено приказом Верховного Главнокомандующего № 0338 от 22 октября 1944 года за овладение столицей Эстонской ССР городом Таллин.                                                           |
| Орден Красного Знамени           | 22.03.1944 г. | награжден указом Президиума Верховного Совета СССР за образцовое выполнение боевых заданий командования на фронте борьбы с немецкими захватчиками и проявленные при этом мужество и доблесть. |